# Вынца
Вынца — река в России, протекает в Чучковском районе Рязанской области. Правый приток реки Тырница.

## География
Река Вынца берёт начало у села Подысаково. Течёт на север, после слияния с рекой Севас поворачивает на запад. В нижнем течении по берегам реки произрастают сосновые леса. Устье реки находится в 49 км по правому берегу реки Тырница. Длина реки составляет 30 км, площадь водосборного бассейна 182 км².

## Данные водного реестра
По данным государственного водного реестра России относится к Окскому бассейновому округу, водохозяйственный участок реки — Ока от города Рязань до водомерного поста у села Копоново, без реки Проня, речной подбассейн реки — бассейны притоков Оки до впадения Мокши. Речной бассейн реки — Ока.
Код объекта в государственном водном реестре — 09010102212110000026130.